# Dani Tarasa Ševčenka
Dani Tarasa Ševčenka je književno-scensko-glazbena manifestacija.
Održava se diljem autonomne pokrajine Vojvodine, u mjestima gdje postoje ogranci Društva za ukrajinski jezik, književnost i kulturu Prosvita iz Novog Sada, koje je i organizator ove manifestacije.
Manifestacija je pokrenuta 1990.
Ova manifestacija ima za cilj predstavljanje djela velikana ukrajinske književnosti i povijesti, Tarasa Ševčenka.

## Vanjske poveznice
- (srp.) Zavod za kulturu Vojvodine[neaktivna poveznica] Dani Tarasa Ševčenka